# Provinz Saucarí
Saucarí ist eine Provinz im zentralen Teil des Departamento Oruro im Hochland des südamerikanischen Anden-Staates Bolivien.

## Lage
Die Provinz Saucarí ist eine von sechzehn Provinzen im Departamento Oruro. Sie liegt zwischen 17° 50' und 18° 47' südlicher Breite und zwischen 66° 47' und 67° 17' westlicher Länge.
Sie grenzt im Norden und Osten an die Provinz Cercado, im Nordwesten an die Provinz Nor Carangas, im Westen an die Provinz Carangas, im Süden an die Provinz Sud Carangas und im Südosten an die Provinz Poopó.
Die Provinz erstreckt sich über 40 Kilometer in Ost-West- und über 115 Kilometer in Nord-Süd-Richtung.

## Bevölkerung
Die Einwohnerzahl der Provinz Saucarí ist in den vergangenen drei Jahrzehnten auf mehr als das Doppelte angestiegen:
| Jahr | Einwohner | Quelle       |
| ---- | --------- | ------------ |
| 1992 | 5 569     | Volkszählung |
| 2001 | 7 763     | Volkszählung |
| 2012 | 10 149    | Volkszählung |
| 2024 | 12 115    | Volkszählung |

Wichtigste Idiome der Provinz sind Spanisch und Aymara, die von 84 bzw. 83 Prozent der Bevölkerung gesprochen werden, Quechua von 37 Prozent. (2001)
82 Prozent der Bevölkerung haben keinen Zugang zu Elektrizität, 96 Prozent leben ohne sanitäre Einrichtung (1992).
75,2 Prozent der Erwerbstätigen arbeiten in der Landwirtschaft, 2,6 Prozent im Bergbau, 5,6 Prozent in der Industrie, 16,6 Prozent im Dienstleistungsbereich (2001).
83 Prozent der Einwohner sind katholisch, 14 Prozent sind evangelisch (1992).
Weitere Daten zur Bevölkerung finden sich in der Beschreibung des Municipio Toledo.

## Gliederung
Die Provinz besteht aus nur einem einzigen Verwaltungsbezirk (bolivianisch „Municipio“):
- Municipio Toledo – 12.115 Einwohner

## Ortschaften in der Provinz Saucarí
- Toledo 1462 Einw. – Challa Cruz 508 Einw. – Chuquiña 331 Einw. – Untavi 115 Einw. – Villa Cruce 17 Einw.